# 월곶도서관
월곶도서관은 경기도 시흥시에 있는 공립 도서관이다.

## 연혁
- 2012년 12월 26일 개관.